# Biathlon na Zimowych Igrzyskach Olimpijskich 1992 – sztafeta kobiet
Biathlonowa sztafeta kobiet na Zimowych Igrzyskach Olimpijskich 1992 na dystansie 3 x 7,5 km odbyła się 14 lutego. Była to druga żeńska konkurencja biathlonowa podczas tych igrzysk. Zawody odbyły się na trasach w Les Saisies, niedaleko Albertville. Do biegu zostało zgłoszonych 16 reprezentacji. 
Pierwszymi w historii mistrzyniami olimpijskimi zostały Francuzki, srebrny medal wywalczyły Niemki, a trzecie miejsce zajęła wspólna reprezentacja. 

## Wyniki
| Pozycja | Nr | Reprezentacja                                                             | Czas                              | Strzelanie    | Strata   |
| ------- | -- | ------------------------------------------------------------------------- | --------------------------------- | ------------- | -------- |
|         | 3  | Francja · Corinne Niogret · Véronique Claudel · Anne Briand               | 1:15:55,6 25:54,7 25:30,7 24:30,2 | 0 0 0         | -        |
|         | 2  | Niemcy · Uschi Disl · Antje Harvey · Petra Schaaf                         | 1:16:18,4 26:33,7 24:28,9 25:15,8 | 1 1 0 0 0     | +22,8    |
|         | 8  | WNP · Jelena Biełowa · Anfisa Riezcowa · Jelena Mielnikowa                | 1:16:54,6 26:21,9 24:33,5 25:59,2 | 2 0 1 1 0 0 0 | +59,0    |
| 4       | 7  | Bułgaria · Silwana Błagojewa · Nadeżda Aleksiewa · Iwa Szkodrewa          | 1:18:54,8 25:58,9 26:33,1 26:22,8 | 0 0 0         | +2:59,2  |
| 5       | 4  | Finlandia · Mari Lampinen · Tuija Sikiö · Terhi Markkanen                 | 1:20:17,8 26:40,9 26:29,1 27:07,8 | 0 0 0         | +4:22,2  |
| 6       | 14 | Szwecja · Christina Eklund · Inger Björkbom · Mia Stadig                  | 1:20:56,6 27:49,7 26:30,9 26:36,0 | 0 0 0         | +5:01,0  |
| 7       | 1  | Norwegia · Signe Trosten · Hildegunn Fossen · Elin Kristiansen            | 1:21:20,0 26:48,0 27:48,3 26:43,7 | 1 0 0 1 0 0 0 | +5:24,4  |
| 8       | 5  | Czechosłowacja · Gabriela Suvová · Jana Kulhavá · Jiřina Adamičková       | 1:23:12,7 29:58,6 27:07,1 26:07,0 | 3 1 2 0 0     | +7:17,1  |
| 9       | 15 | Estonia · Jelena Poljakova-Všivtseva · Eveli Peterson · Krista Lepik      | 1:23:16,2 27:29,6 28:38,2 27:08,4 | 1 0 0 0 1 0 0 | +7:20,6  |
| 10      | 9  | Rumunia · Adina Ţuţulan-Şotropa · Mihaela Cârstoi · Ileana Ianoşiu-Hangan | 1:23:39,6 28:31,6 27:24,4 27:43,6 | 0 0 0         | +7:44,0  |
| 11      | 13 | Kanada · Lise Meloche · Myriam Bédard · Jane Isakson                      | 1:23:49,1 29:59,7 25:19,9 28:29,5 | 2 0 2 0 0     | +7:53,5  |
| 12      | 16 | Chiny · Wang Jinping · Liu Giulan · Song Aiqin                            | 1:23:51,0 29:22,1 27:25,7 27:03,2 | 4 0 4 0 0     | +7:55,4  |
| 13      | 11 | Włochy · Erica Carrara · Monika Schwingshackl · Nathalie Santer           | 1:23:00,8 29:11,4 28:57,5 25:51,9 | 2 0 1 1 0 0 0 | +8:05,2  |
| 14      | 10 | Polska · Agata Suszka · Zofia Kiełpińska · Halina Pitoń                   | 1:24:07,5 28:32.0 29:12.1 26:23.4 | 4 1 0 0 3 0 0 | +8:11,9  |
| 15      | 6  | Stany Zjednoczone · Nancy Bell-Johnstone · Joan Smith · Mary Ostergren    | 1:24:36,9 29:15,7 27:47,7 27:33,5 | 2 0 1 0 0 0 1 | +8:41,3  |
| 16      | 12 | Węgry · Brigitta Bereczki · Kathalin Czifra · Beatrix Holéczy             | 1:31:31,1 30:30,7 29:37,2 31:23,2 | 3 0 3 0 0     | +15:35,5 |